# Сети (зона Непала)
Сети (непальск. सेती अञ्चल) — зона (административная единица) на западе Непала. Входит в состав Дальнезападного региона страны. Административный центр — город Дипаял-Силгадхи.

## Население
Население по данным переписи 2011 года составляет 1 575 003 человека; по данным переписи 2001 года оно насчитывало 1 330 855 человек.

## География
Площадь зоны составляет 12 550 км². Граничит с зоной Махакали (на западе), зоной Карнали (на северо-востоке), зоной Бхери (на юго-востоке), а также с Тибетским автономным районом Китая (на севере) и индийским штатом Уттар-Прадеш (на юге).

## Административное деление
Зона подразделяется на 5 районов:
- Ачхам
- Баджханг
- Баджура
- Доти
- Кайлали